# Táta šampión
Táta šampión (v anglickém originále World's Greatest Dad) je americká filmová komedie z roku 2009. Režisérem filmu je Bobcat Goldthwait. Hlavní role ve filmu ztvárnili Robin Williams, Alexis Gilmore, Daryl Sabara, Evan Martin a Geoff Pierson.

## Obsazení
| Robin Williams    | Lance Clayton  |
| Alexis Gilmore    | Claire Reed    |
| Daryl Sabara      | Kyle Clayton   |
| Evan Martin       | Andrew         |
| Geoff Pierson     | Wyatt Anderson |
| Henry Simmons     | Mike Lane      |
| Mitzi McCall      | Bonnie         |
| Jermaine Williams | Jason          |
| Bruce Hornsby     | sebe           |
| Bobcat Goldthwait | řidič limuzíny |